# Темра Старая
Те́мра Ста́рая (бел. Тэмра Старая) — деревня в Кобринском районе Брестской области Белоруссии. Входит в состав Остромичского сельсовета.
По данным на 1 января 2016 года население составило 11 человек в 10 домохозяйствах.

## География
Деревня расположена в 32 км к юго-востоку от города Кобрин и в 76 км к востоку от Бреста, у автодороги М1 Брест-Минск.
На 2012 год площадь населённого пункта составила 0,52 км² (52 га).

## История
Населённый пункт известен с 1793 года как урочище Темра во владении М. Искры. В разное время население составляло:
- 1999 год: 38 хозяйств, 62 человека;
- 2009 год: 27 человек;
- 2016 год[2]: 10 хозяйств, 11 человек;
- 2019 год[1]: 7 человек.